# Maler (film)
|  | Denne artikel er oprettet af botten Steenthbot ud fra en ekstern database. Den kan derfor have sproglige fejl eller mangler. Denne skabelon kan fjernes efter kontrol af indholdet. |

 For alternative betydninger, se Maler (flertydig). (Se også artikler, som begynder med Maler)
Maler er en dansk kortfilm fra 1979 instrueret af Vlado Oravsky.